# Кидзимуна
Кидзимуна (яп. キジムナー) или бунгая («большая голова») — ёкаи или духи старых деревьев из мифологии японского острова Окинава.

## Описание
По поверьям жителей Окинавы, кидзимуна живёт на деревьях, предпочитая большие баньяны (гадзюмару). Внешним видом он напоминают трёх-четырёх-летнего ребёнка с большой головой и телом, покрытым красными или рыжими волосами (или с одной яркой шевелюрой). Они также известны, как превосходные рыболовы, которые в состоянии наловить множество рыбы, но съедают у рыбин только по одному левому глазу и оставляют остальное. В честь этих существ назван Фестиваль Кидзимуна.

## Отношения с людьми
Кидзимуна славится своим озорством, шутками и введением людей в заблуждение. Одна из самых известных проказ кидзимуны — улечься на грудь человека, который спит на улице в ночное время, отчего тот становится не в состоянии ни двигаться, ни дышать. Это явление известно как «канасибари». Несмотря на то, что кидзимуна по своей сути шалунишки, они могут подружиться с людьми, помогают рыбакам обильным уловом. Тем не менее, как правило, эти отношения не являются радужными. Кидзимуна может предложить подвезти человека на своей спине, когда прыгает через гору или пересекает море. Однако, если человек в это время со страху пустит газы за спиною кидзимуны, то будет немедленно сброшен, независимо от того, что находится внизу в данный момент. Также кидзимуна ненавидит осьминогов и кур.
Кидзимуна является популярным персонажем в сказочных рассказах окинавских жителей. Многие из этих историй начинаются с того, что кидзимуна становится другом человека, а заканчиваются разрывом дружеских отношений. Одна история рассказывает о товарище кидзимуна, сжёгшем его дерево, так что кидзимуна был вынужден бежать в горы. Кидзимуна способен утопить в море корабль своего врага или уничтожить на земле его скот.

## Кидзимуна и огонь
По поверьям, кидзимуна может похитить огонь из фонаря запоздалого путника, и убежать, а также замечен вечерами бродящим по морским и речным отмелям, в сопровождении призрачных, мистических огней. Существует также поверье, что 10 числа 8 месяца по лунному календарю, показавшийся на крыше дома «огонь кидзимуны», является признаком скорой смерти кого-нибудь из его обитателей.
Среди детей Окинавы известна игра, смысл которой — увидеть следы кидзимуны Сёва. Отсчитав 20 шагов, дети возвращались в исходную точку, и, с помощью белого порошка (например, муки), обсыпали круг в тёмном тихом месте, зажигали огонь в центре круга, и затем, после произнесения особого заклинания, пытались разглядеть следы кидзимуны на поверхности порошка.

## Культурное влияние
- Кидзимуна, по имени Сима, появляется в японско-австралийском рок-мюзикле «Once Upon a Midnight», созданном для Фестиваля Кидзимуна.
- С кидзимуна сталкивается персонаж Стич в аниме-адаптации мультфильма «Лило и Стич».
- Кидзимуна — один из персонажей 36 серии аниме «GeGeGe no Kitarou».
- В японском фильме «Сон в летнюю ночь» (2009), являющемся интерпретацией на экологическую тему одноимённой пьесы Шекспира, кидзимуна, по имени Мадзиру, является одним из главных героев[4].
- В японском комедийном фильме «Отель Гибискус» (2002) главная героиня, 9-летняя Миэко, вместе со своими одноклассниками, пытается найти духа-кидзимуну[5].